# Max Pfeiffer
Max Pfeiffer fue un deportista suizo que compitió en remo. Ganó tres medallas en el Campeonato Europeo de Remo entre los años 1924 y 1932.

## Palmarés internacional
| Campeonato Europeo | Campeonato Europeo     | Campeonato Europeo | Campeonato Europeo |
| Año                | Lugar                  | Medalla            | Prueba             |
| ------------------ | ---------------------- | ------------------ | ------------------ |
| 1924               | Lucerna (Suiza)        | Medalla de plata   | Cuatro con timonel |
| 1925               | Praga (Checoslovaquia) | Medalla de bronce  | Cuatro con timonel |
| 1932               | Belgrado (Yugoslavia)  | Medalla de oro     | Dos sin timonel    |